# Garric
El garric o coscolla (Quercus coccifera) és una planta semblant a l'alzina però de port arbustiu. El seu fruit és una gla. Històricament, el garric s'ha utilitzat com aliment per al kermes, per extraure un tint de color roig anomenat carmesí.

## Noms
En català, aquesta planta se la coneix amb molts noms populars: 
- Coscoll i els seus derivats, comuns a les Illes Balears, País Valencià, Penedès, Ribera d'Ebre, Baix Ebre i Montsià, entre altres llocs: coscoll roig, coscoll roger, coscoll ver, coscó o cuscó, coscona, coscolla.
- Garriga i els seus derivats: garriguella, garroll, garrolla, garric roig.
- Grana i els seus derivats: grana d'escarlata, graneta, grana vermelló.
- Alzina ravell.[5]
- Blaca (a Talteüll, nord del Rosselló; terme molt més vivaç en occità.)[6]
- etc.[7]

## Descripció
El garric, de la família de les fagàcies, és un arbust o petit arbret molt ramificat que sol arribar fins als 2 metres d'alçada. Cobert de fulles perennes de color verd intens, dures i amb els marges punxants, arriba a crear formacions molt denses i comunitats permanents. El seu fruit és una aglà de peduncle curt i cúpula eriçada. Floreix d'abril a maig i fructifica durant l'agost de l'any següent. És una espècie que viu en zones seques i assolellades; accepta precipitacions anuals entre els 400 i els 800 mm, preferiblement.

## Hàbitat
Prolifera sobre terrenys calcaris, pedregosos i sòls pobres. A la serralada litoral o prelitoral catalana, hi localitzem els millors exemplars del territori, sobretot vers el sud del massís del Garraf.

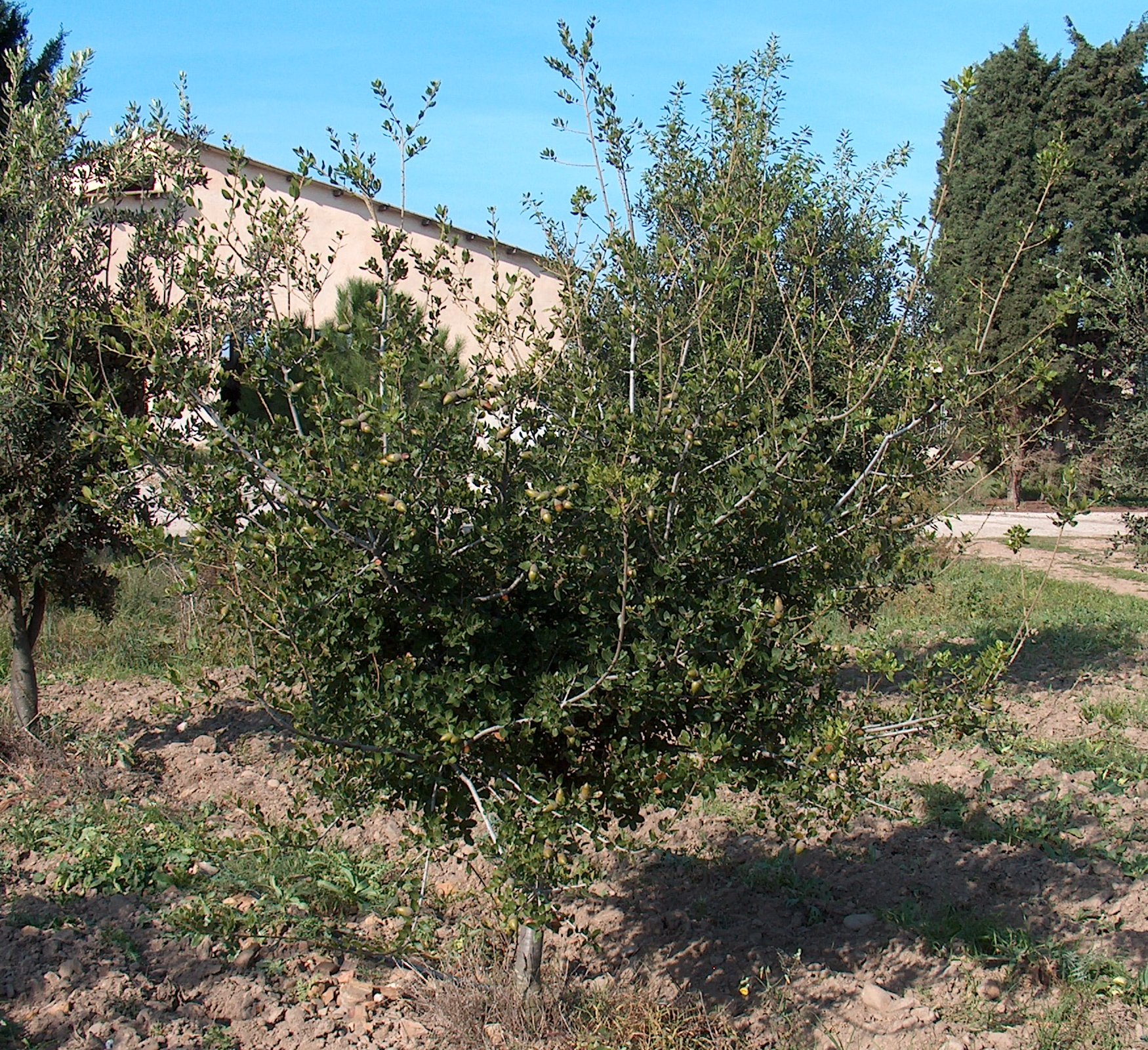
Garric conreat a Villacidro, Sardenya. En condicions favorables adopta el port d'un arbret
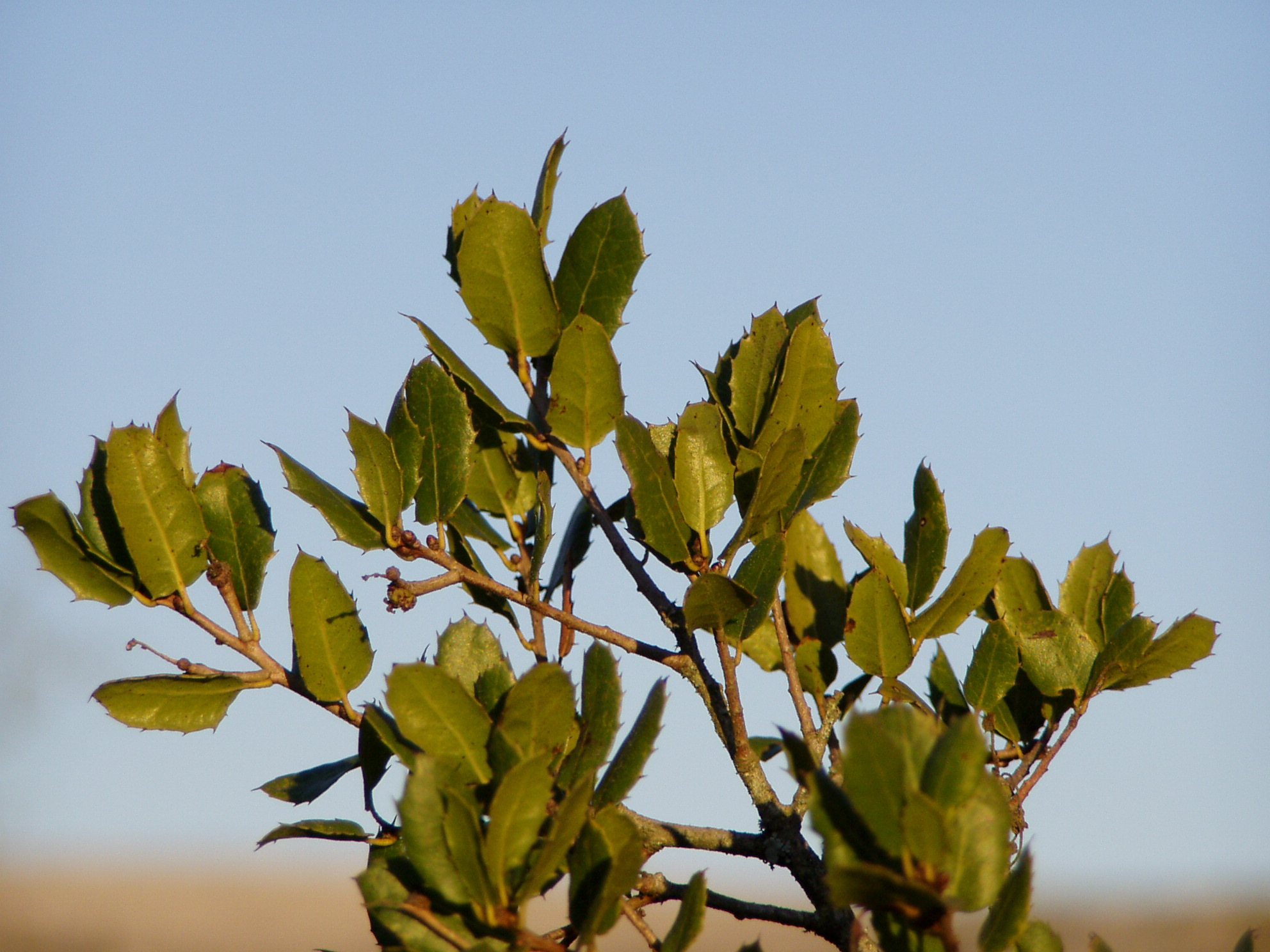
Fulles de garric a Solana del Pino (Castella-La Manxa)
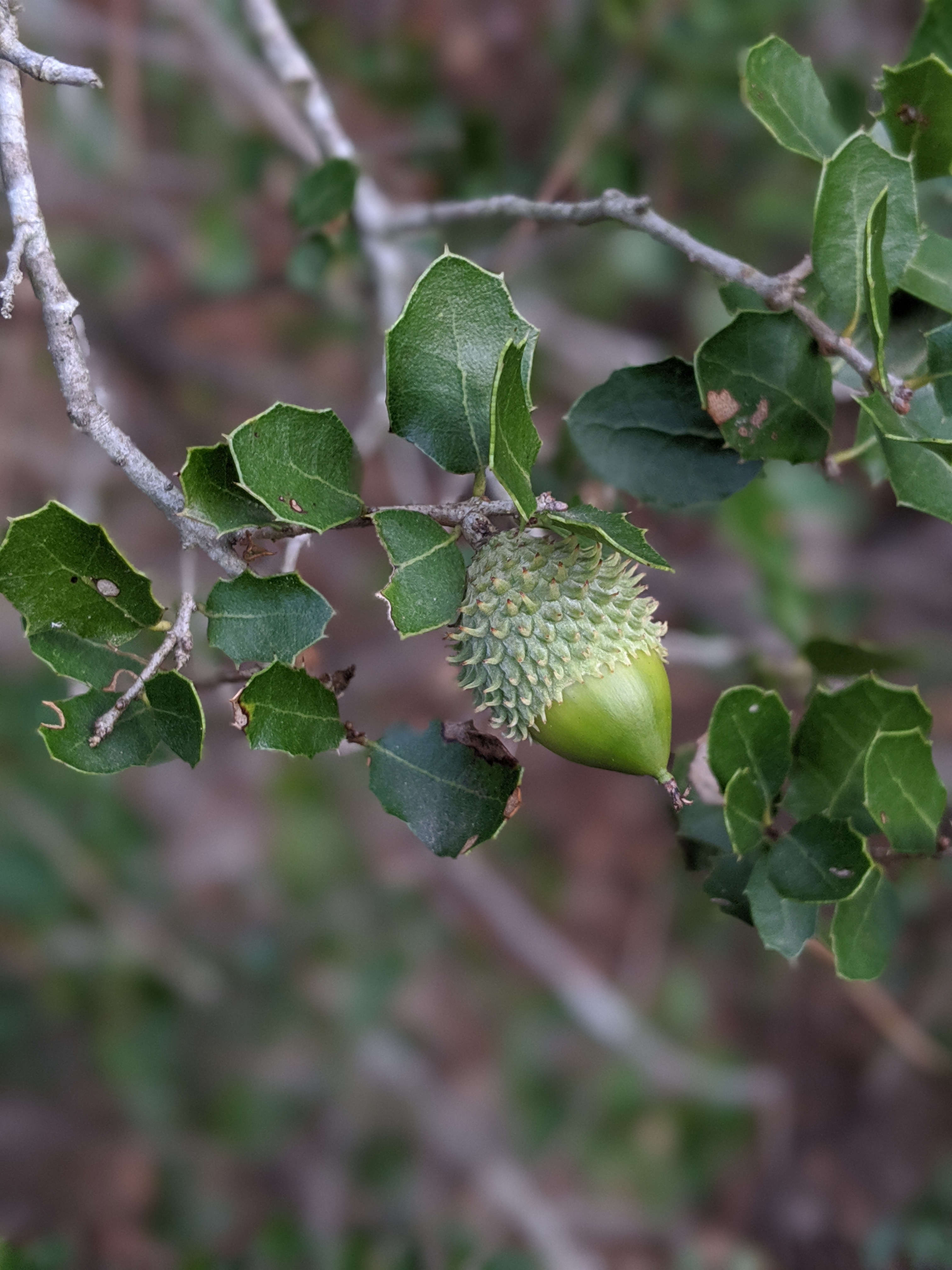
Fulles i gla de garric, a Santa Perpètua de Gaià
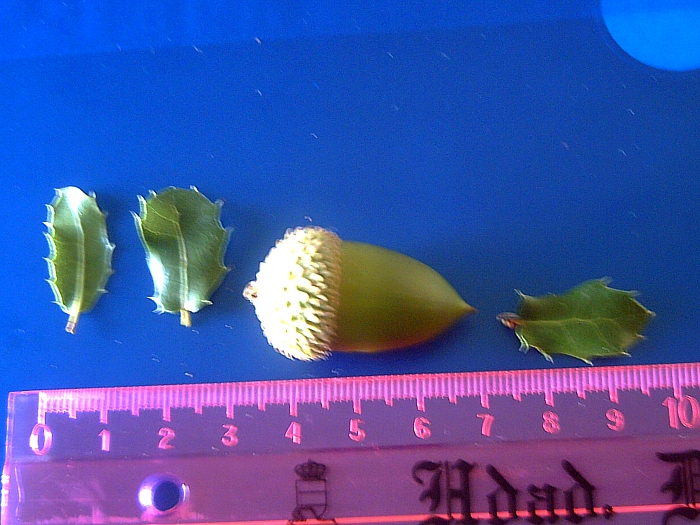
Fulles i aglans
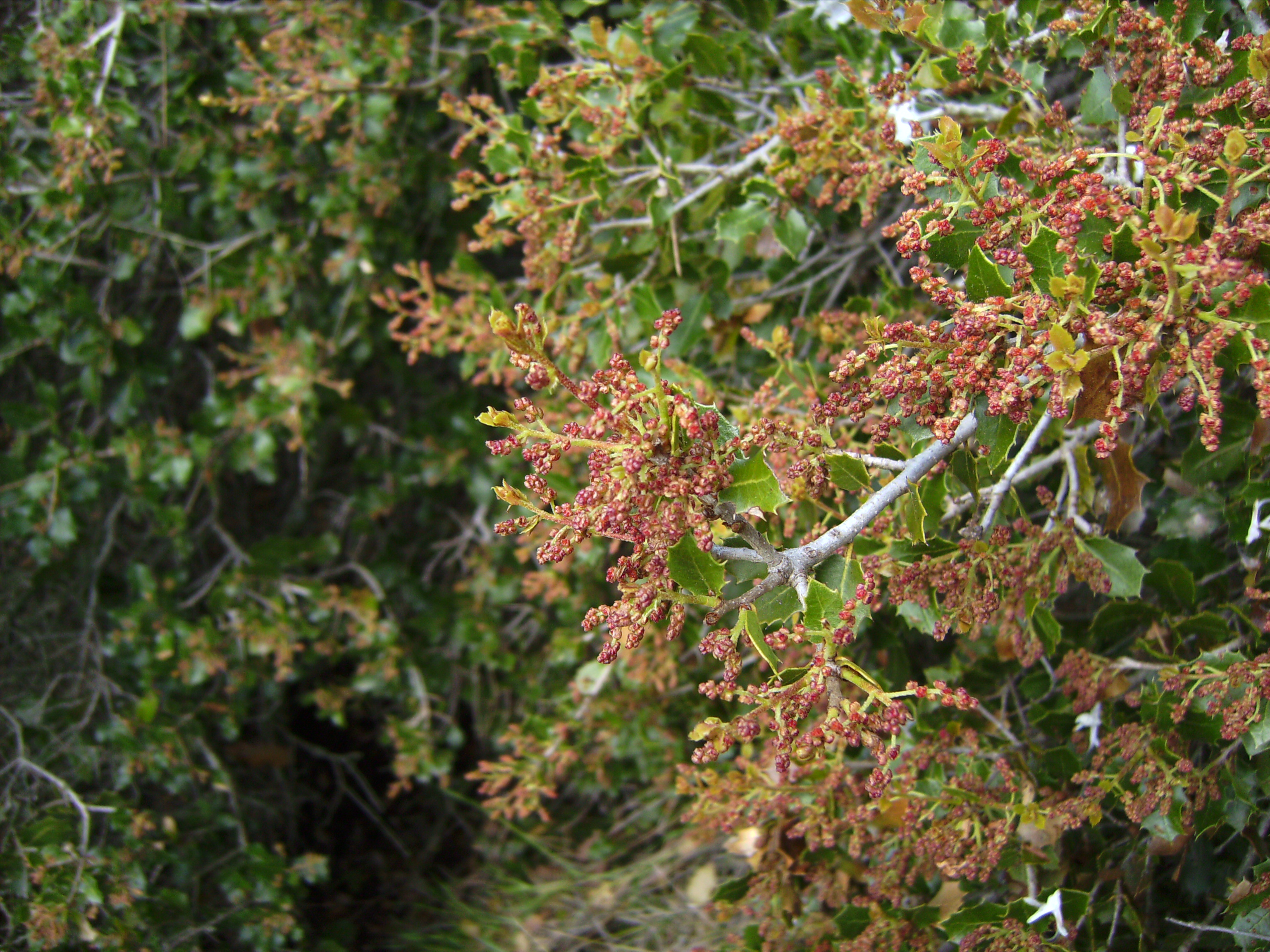
Garric florit a Castelltallat
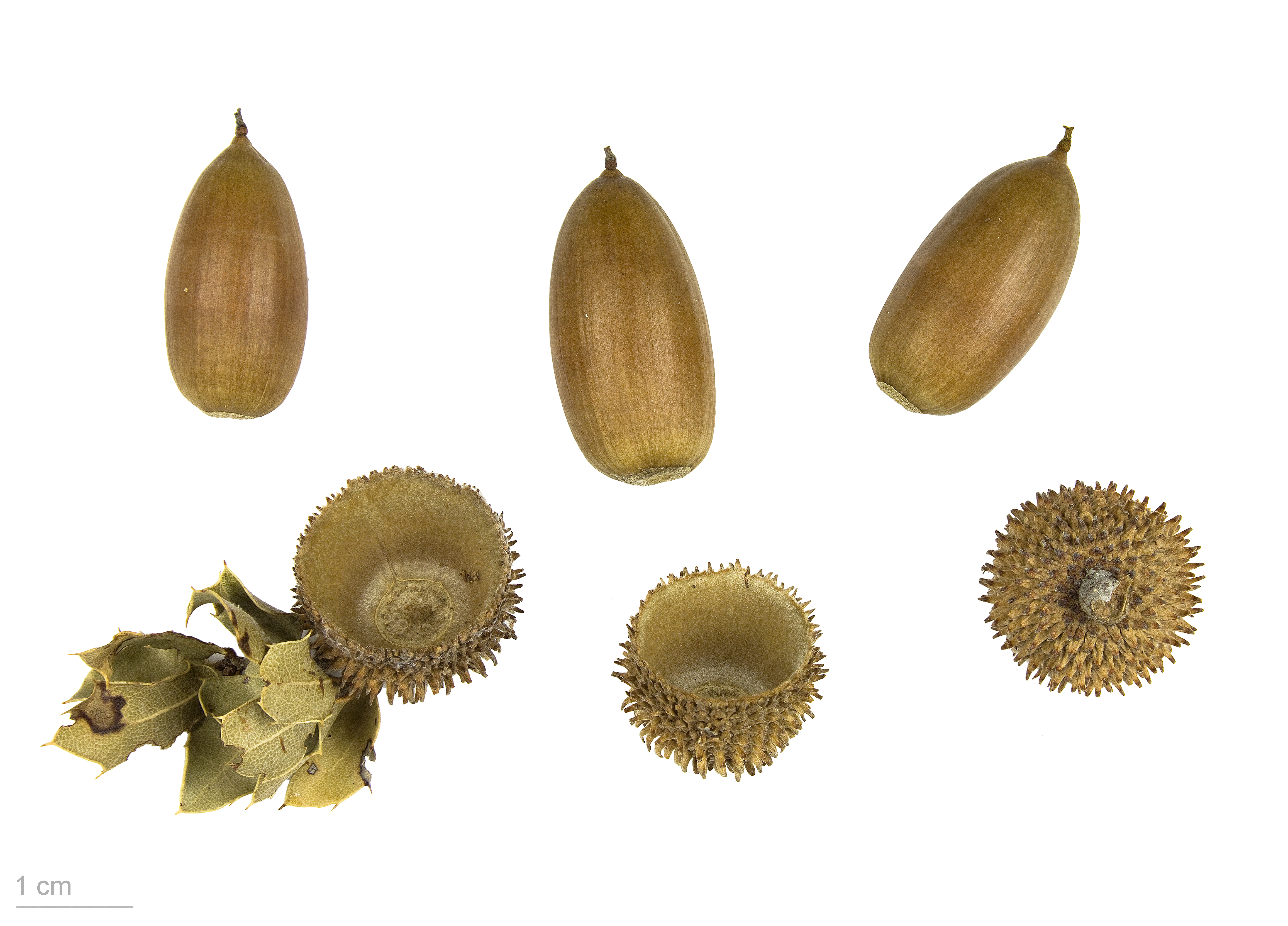
Quercus coccifera